# Strut (bröd)

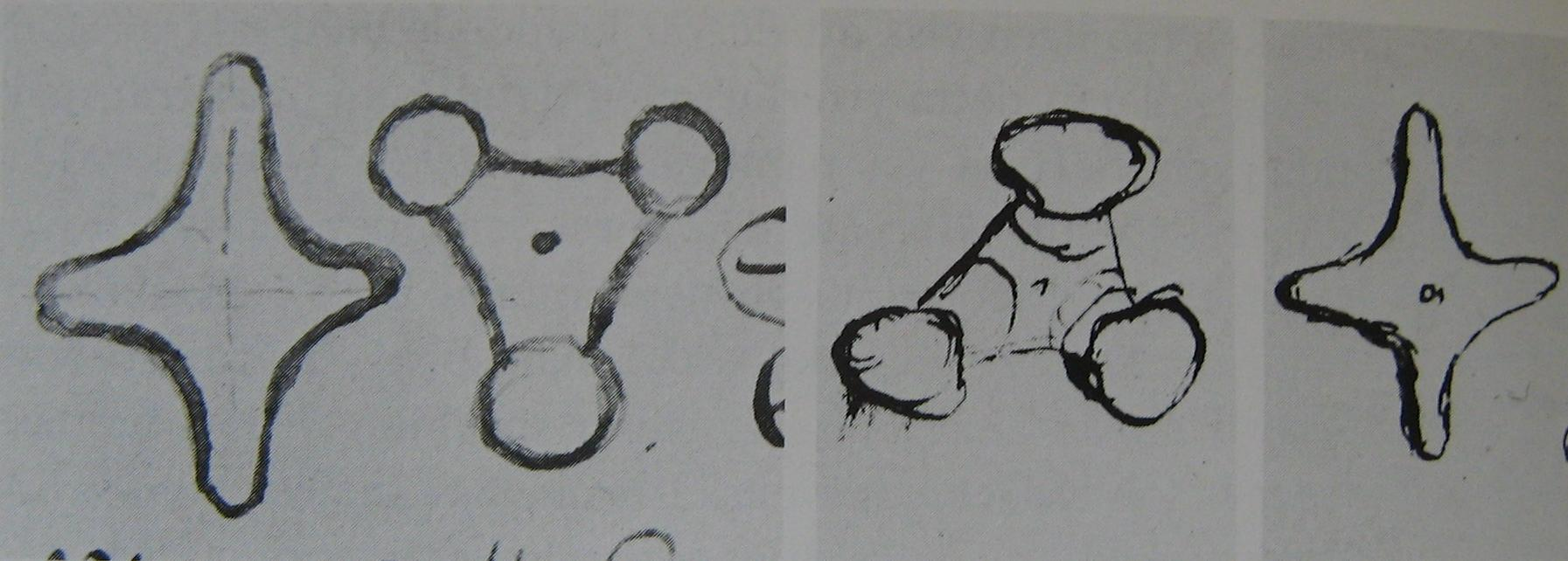
Brödbilder ur Malmö stadsbok 1524 till vänster och Helsingörs tingsbok 1550. Bröden längst till höger och längst till vänster är strutar (de mittersta bröden är rågbröd, "skonroggen".

Tyskt bagargillesvapen. Under en kringla syns tre "veggar".

Strut, stut eller vigg är ett korsformigt eller dubbelkilsformigt vetebröd med mycket gamla anor, tidigare vanligt i norra Europa.

## Historia
En strut finns avbildad på en målning i Estvads kyrka på Jylland från 1200-talet. Typen förekommer även på en kalkmålning i Everlövs kyrka och en väggmålning från omkring 1500 från karmeliterklostret i Helsingör. Under medeltiden och 1500-talet kallas brödtypen ofta vegger, ett namn som förekommer i bagarartiklarna för Slesvig 1418 och Slagelse 1471 och ännu används skråordningen för bagarna i Bergen 1597. Teckningar i Malmö stadsbok och Helsingörs tingsbok visar att formen då börjat övergå från vigg- till strut- eller korsform, och i samband med detta ändras namnet sakta från vigg till strut. Brödtypen förekommer på de flesta bagarsigill under 1500- och 1600-talen. Under 1500-talet förekommer även den mer generella benämningen symlenn vanlig. Strutarna var vanliga som fastlagsbröd i södra Sverige ännu på 1800-talet. De kunde klyvas och ätas med smör men det var vanligt att doppa dem i varm äggmjölk med saffran i.
En liknande tradition fanns i Nordtyskland. En i Rostock utgiven avhandling om fastlagsseder berättar: Heetweggen äro som bekant bröd av fint mjöl och mjölk bakade i form av ett kors och som ätas antingen torrt eller bredda med smör eller också kokade i varm mjölk och och anrättade tillsammans med ägg, smör och kryddor.
Idag har brödtypen försvunnit i Sverige, men "strutter" kan fortfarande köpas på konditorier i Köpenhamn. Namnet hetvägg lever kvar som benämning på den numera runda fastlagsbullen.